# Cusiala angulata
Cusiala angulata är en fjärilsart som beskrevs av George Francis Hampson 1891. Cusiala angulata ingår i släktet Cusiala och familjen mätare. Inga underarter finns listade i Catalogue of Life.